# Municipio de Walnut (condado de Atchison)
El municipio de Walnut (en inglés: Walnut Township) es un municipio ubicado en el condado de Atchison en el estado estadounidense de Kansas. En el año 2010 tenía una población de 441 habitantes y una densidad poblacional de 4,58 personas por km².

## Geografía
El municipio de Walnut se encuentra ubicado en las coordenadas 39°27′49″N 95°3′47″O / 39.46361, -95.06306. Según la Oficina del Censo de los Estados Unidos, el municipio tiene una superficie total de 96.39 km², de la cual 93,9 km² corresponden a tierra firme y (2,58 %) 2,49 km² es agua.

## Demografía
Según el censo de 2010, había 441 personas residiendo en el municipio de Walnut. La densidad de población era de 4,58 hab./km². De los 441 habitantes, el municipio de Walnut estaba compuesto por el 89,8 % blancos, el 7,26 % eran afroamericanos, el 0,45 % eran amerindios y el 2,49 % eran de una mezcla de razas. Del total de la población el 0,23 % eran hispanos o latinos de cualquier raza.